# 仏堂

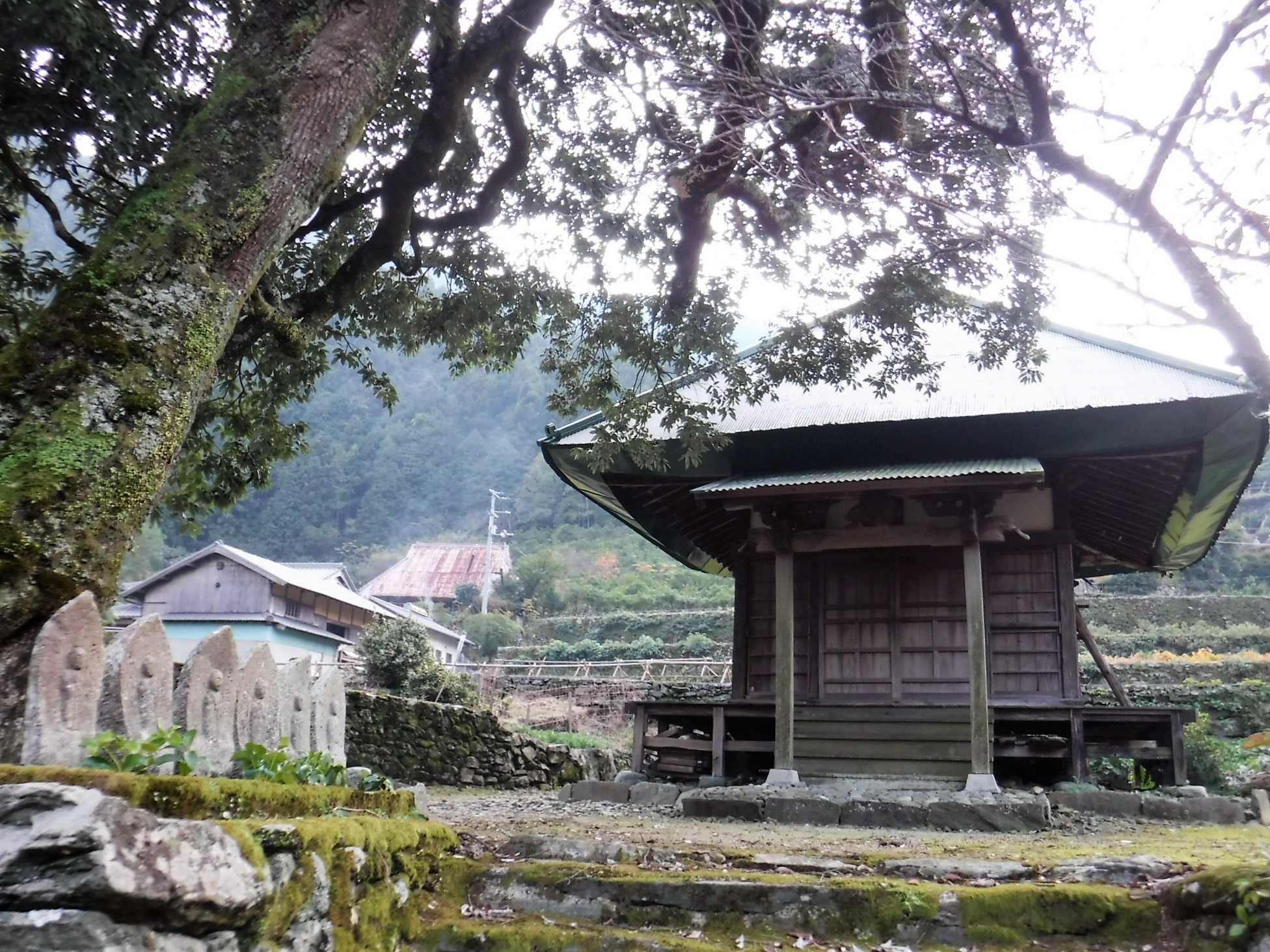
境外仏堂(愛媛県)

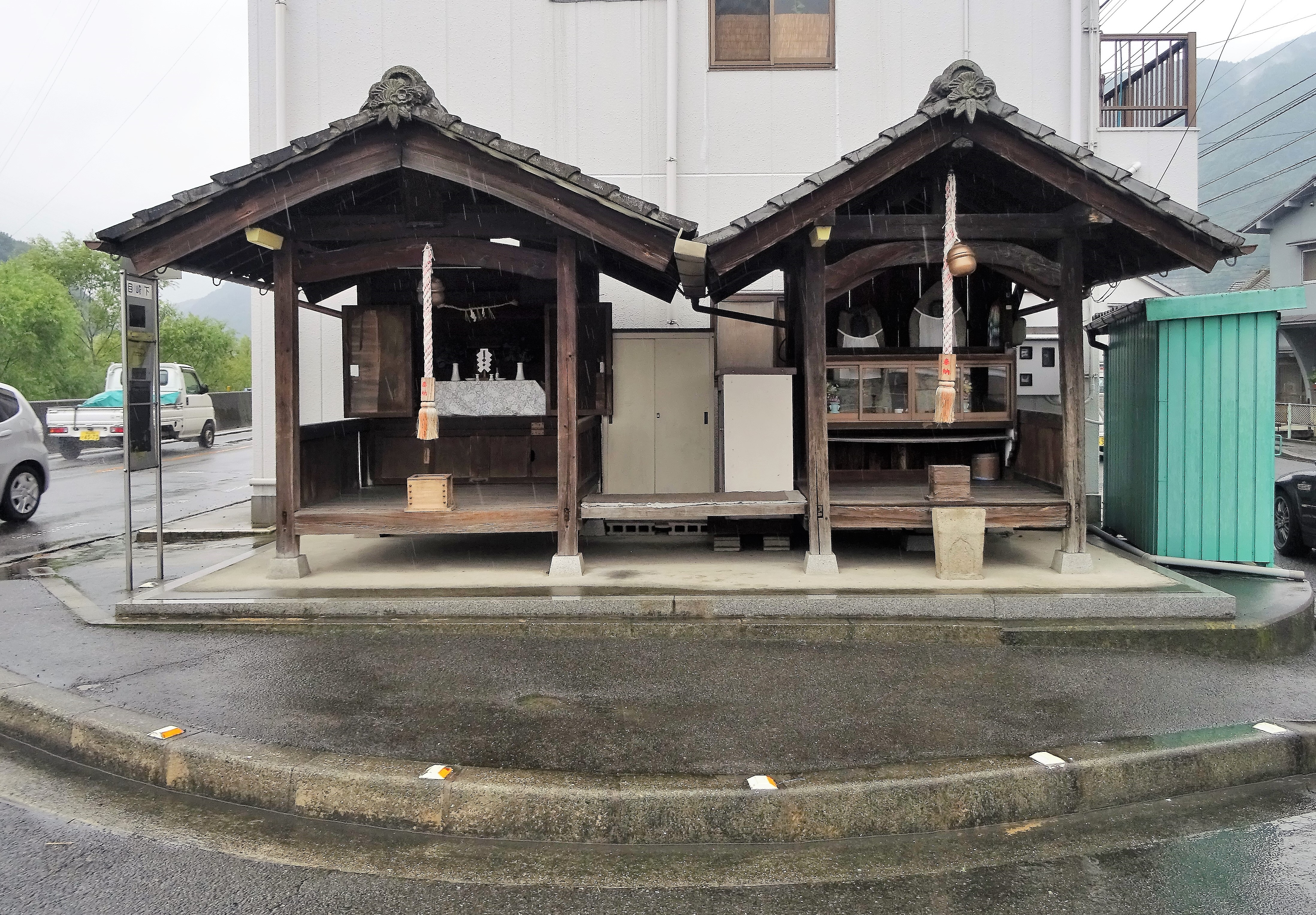
備後地方に広く見られる辻堂

仏堂（ぶつどう）とは、仏教寺院において仏像を安置し、礼拝供養するための建物である。境内以外に単独で建てられたものは境外仏堂（けいがいぶつどう）ということがある。

## 概略
仏教が中国に伝来し、寺院が建立され始めた紀元前2世紀には、既に寺院を構成する建物として仏舎利を祀る塔と共に仏堂が建立されていたようである。以降、仏教の浸透と共に、塔が伽藍の中心から周辺部へと次第に追いやられていくのに対し、仏像を祀る仏堂は寺院において最重要な建物となり、基本的に寺院の中心部に建立されるようになった。
仏堂は1つの寺院内に多数建立される場合も多く、その性格、寺院内での位置、安置する仏像の名称などによって、「金堂」（こんどう）、「本堂」、｢釈迦堂」、「薬師堂」、「阿弥陀堂」、「観音堂」、「文殊堂」、「地蔵堂」などさまざまな名称で呼ばれる。

## 本尊仏安置の仏堂
日本では一山の本尊を安置する、寺院の中心的な堂を指して「本堂」あるいは「金堂」という場合が多い。
「本堂」は日本の仏教寺院の中心堂宇としてもっとも一般的な名称である。
「金堂」という名称は、飛鳥時代から平安時代創建の寺院で多く使われている。なお、奈良時代創建の寺院でも、新薬師寺、西大寺のように現在は「本堂」という名称を使用しているところもある。また、室生寺、當麻寺のように「金堂」と「本堂」が別個に存在する寺院もある。
「仏殿」という名称は、『日本書紀』にも見え、仏堂一般を指す語として用いられる場合もあるが、日本では主に禅宗寺院の本尊（多くは釈迦如来）を安置する堂の名称として使われている。ただし、泉涌寺のように禅宗以外の寺院でも「仏殿」を称するところもある。また、禅宗寺院においても中心堂宇を「本堂」と称する例があり、特に方丈形式の建築を指して「本堂」ということが多い。
また、天台宗の中心寺院である延暦寺では本堂にあたる建物を「根本中堂」と称する。延暦寺と同じ天台宗の寺院も、本堂を根本中堂と称する例がいくつか見られる。(寛永寺、立石寺、清水寺など)
他に萬福寺のような黄檗宗寺院や長崎の唐寺などでは、大陸風の「大雄宝殿」（だいおうほうでん、だいゆうほうでん）という名称を用いる場合もある。

## 特記事項
備後地方では江戸時代より水野藩の指導により各地区に辻堂と呼ばれる建物が多数作られ、後に地蔵菩薩や観音像が持ち込まれて仏堂として今日に残されている。四国地方にも似たような仏堂が山間部を中心に残されている。